# Youngolidia lateralis
Youngolidia lateralis är en insektsart som beskrevs av Nielson 1983. Youngolidia lateralis ingår i släktet Youngolidia och familjen dvärgstritar. Inga underarter finns listade i Catalogue of Life.